# لیستر هیل (آلاباما)
لیستر هیل (به انگلیسی: Listerhill) یک منطقهٔ مسکونی در ایالات متحده آمریکا است که در آلاباما واقع شده‌است. لیستر هیل ۱۶۷٫۹۵ متر بالاتر از سطح دریا واقع شده‌است.